# Asplenium polyodon
Asplenium polyodon är en svartbräkenväxtart som beskrevs av Georg Forster.
Asplenium polyodon ingår i släktet Asplenium och familjen Aspleniaceae. Inga underarter finns listade i Catalogue of Life.

## Bildgalleri

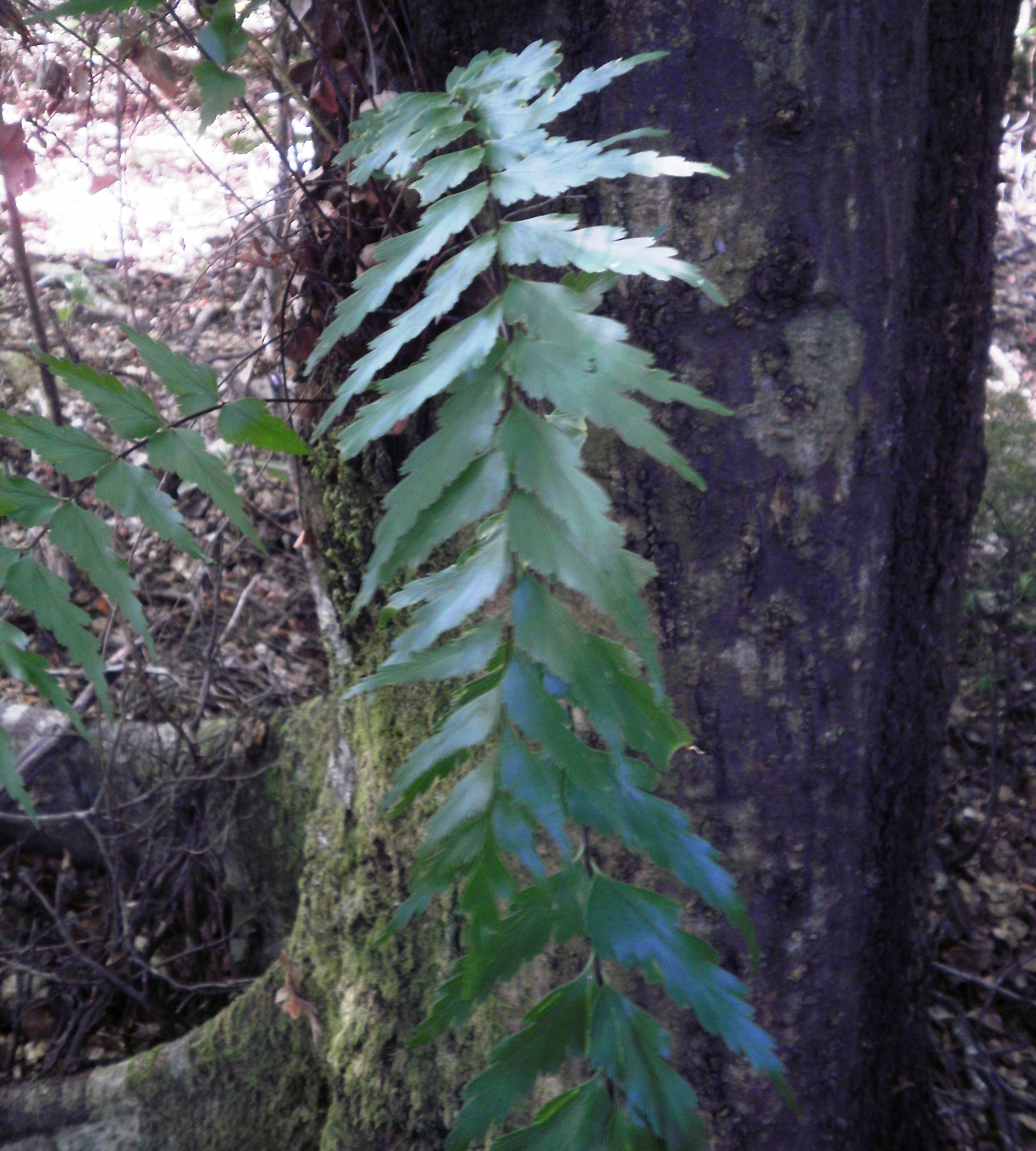
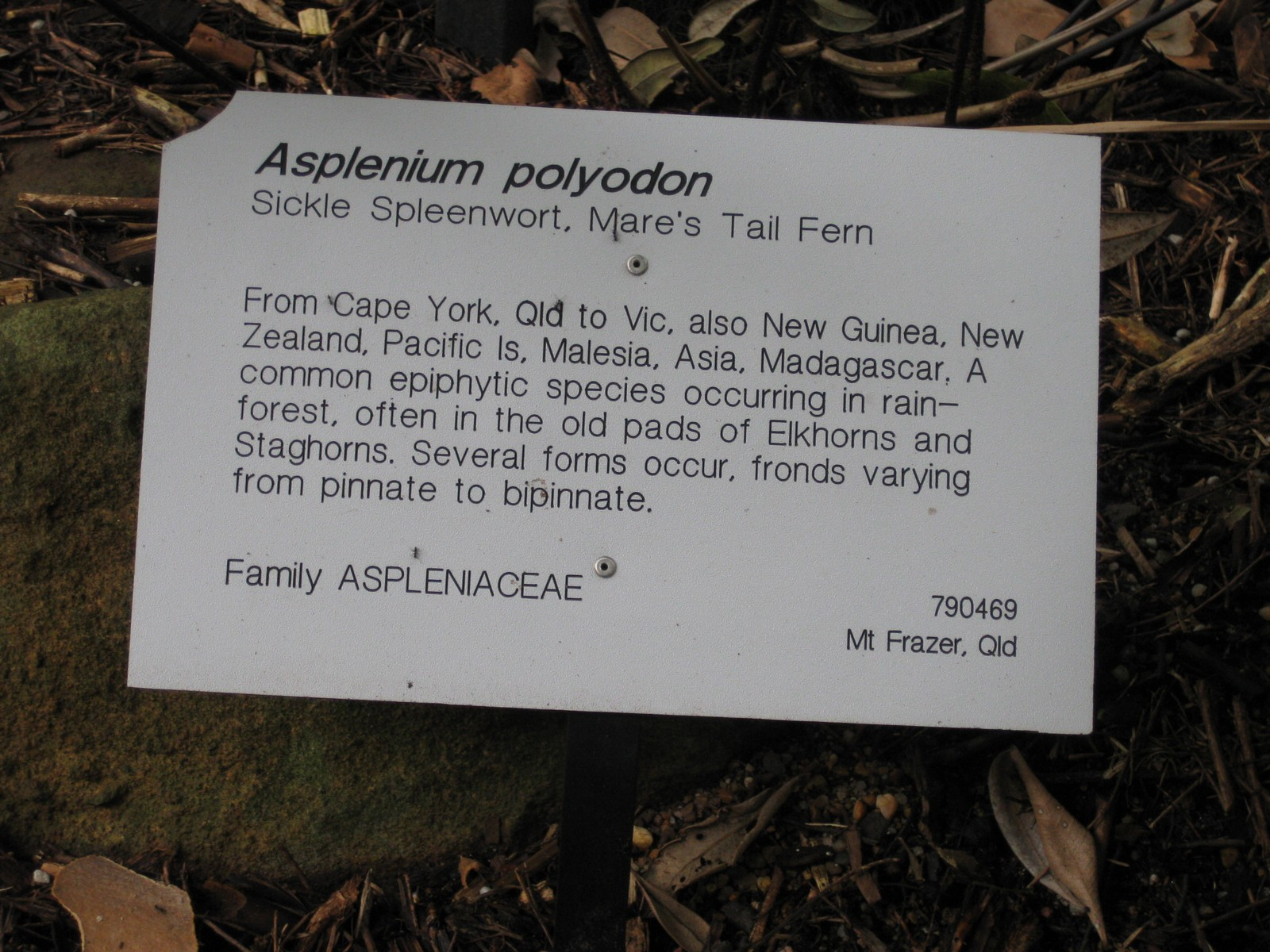
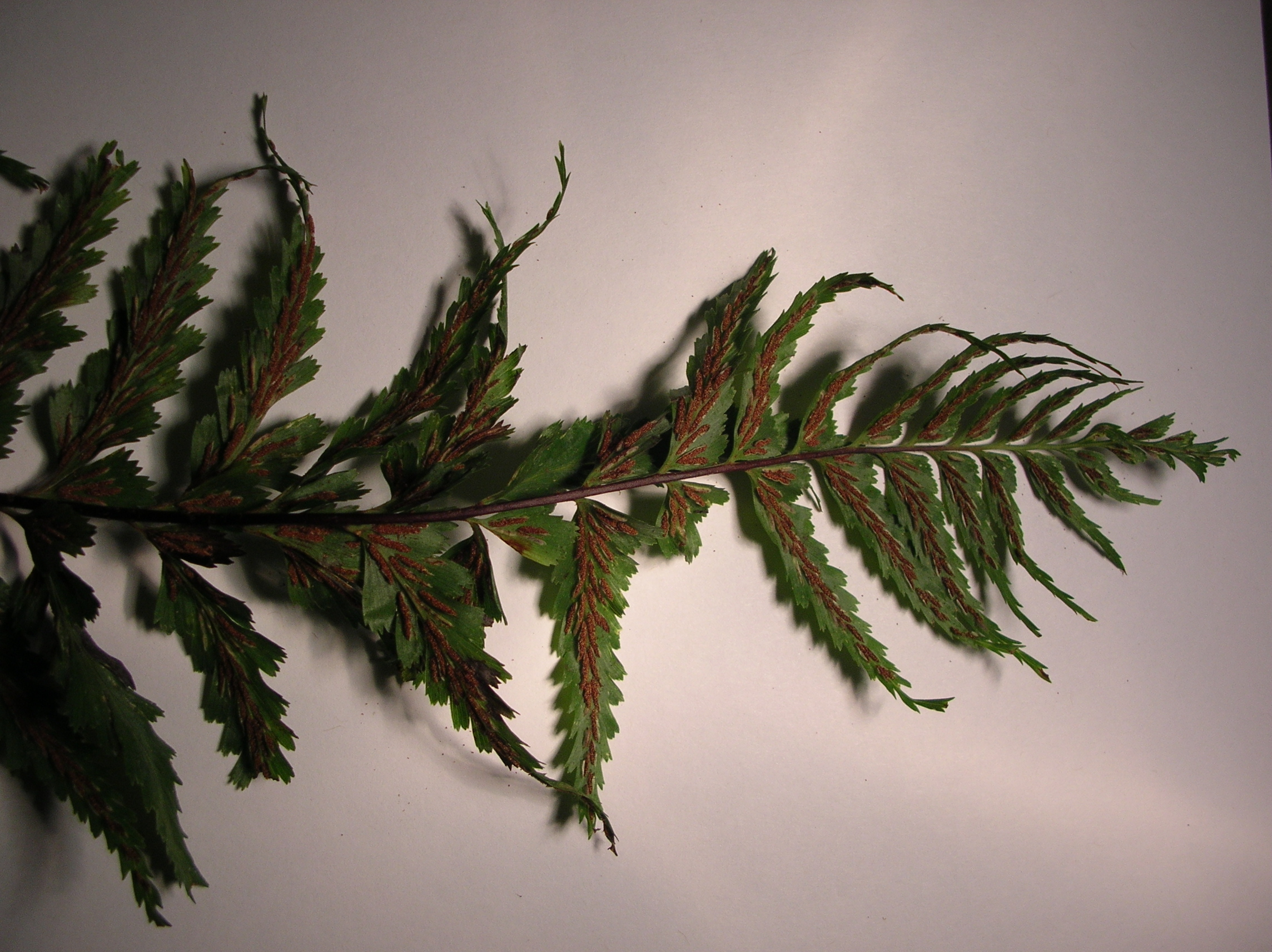
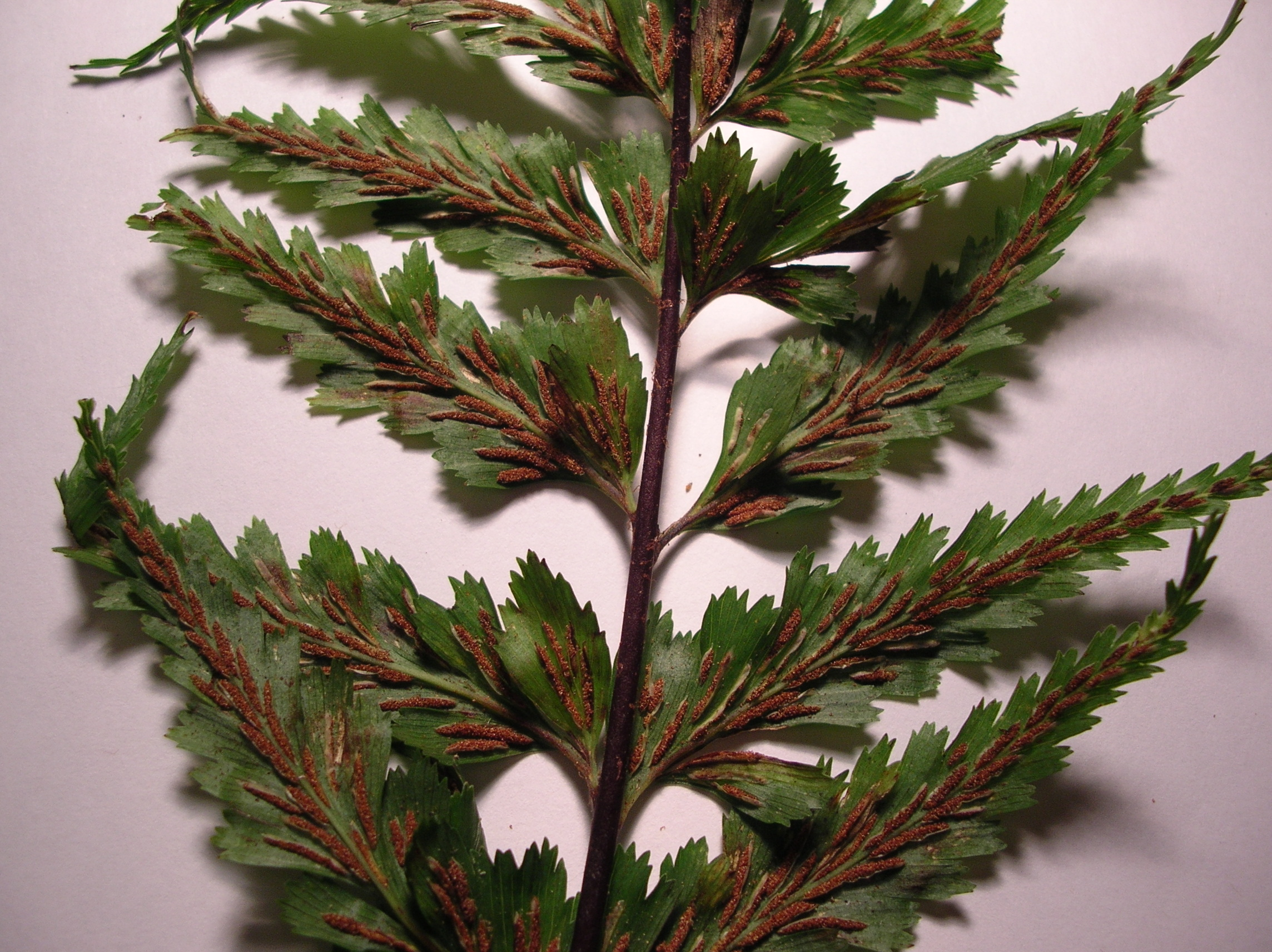
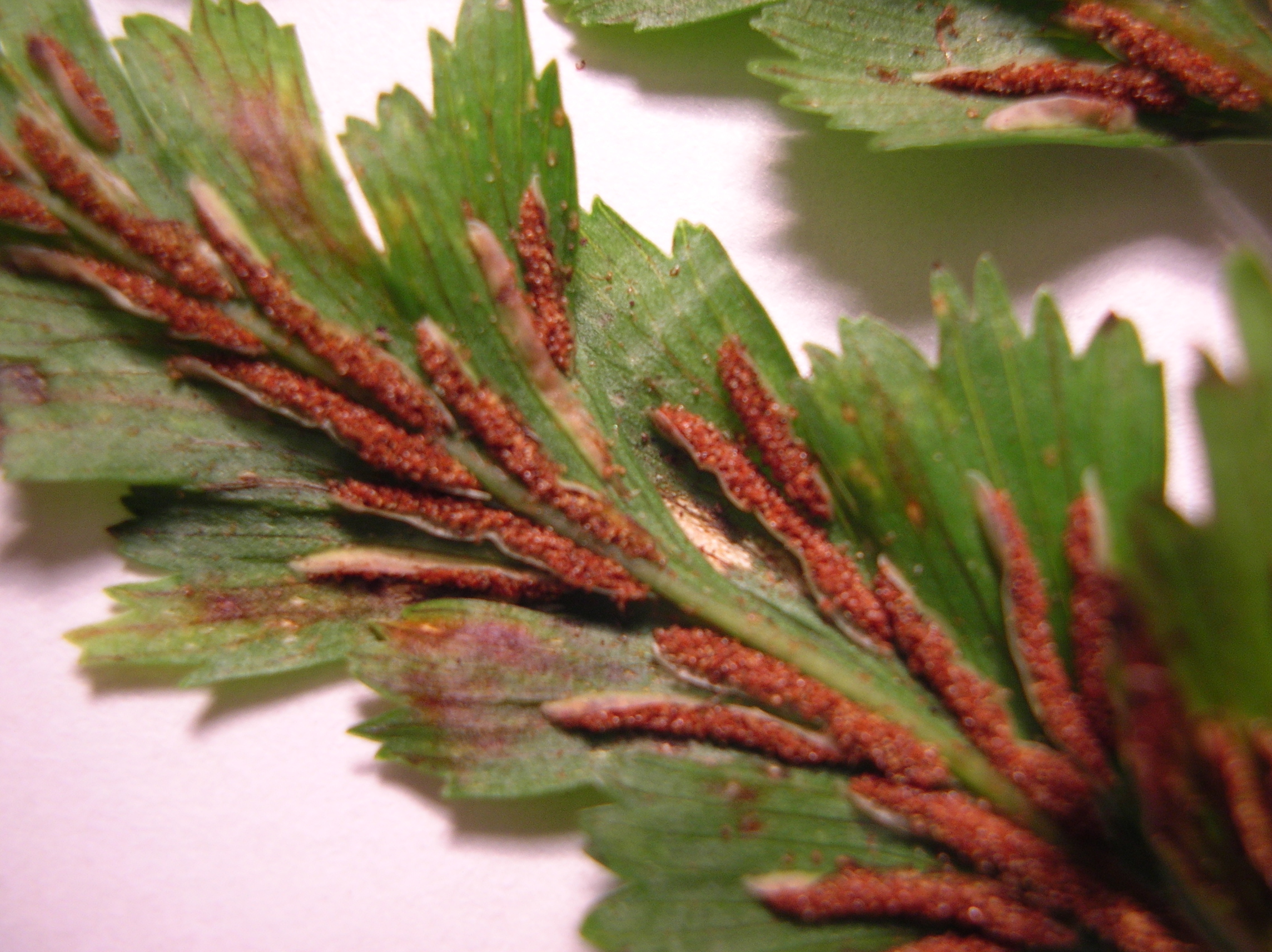
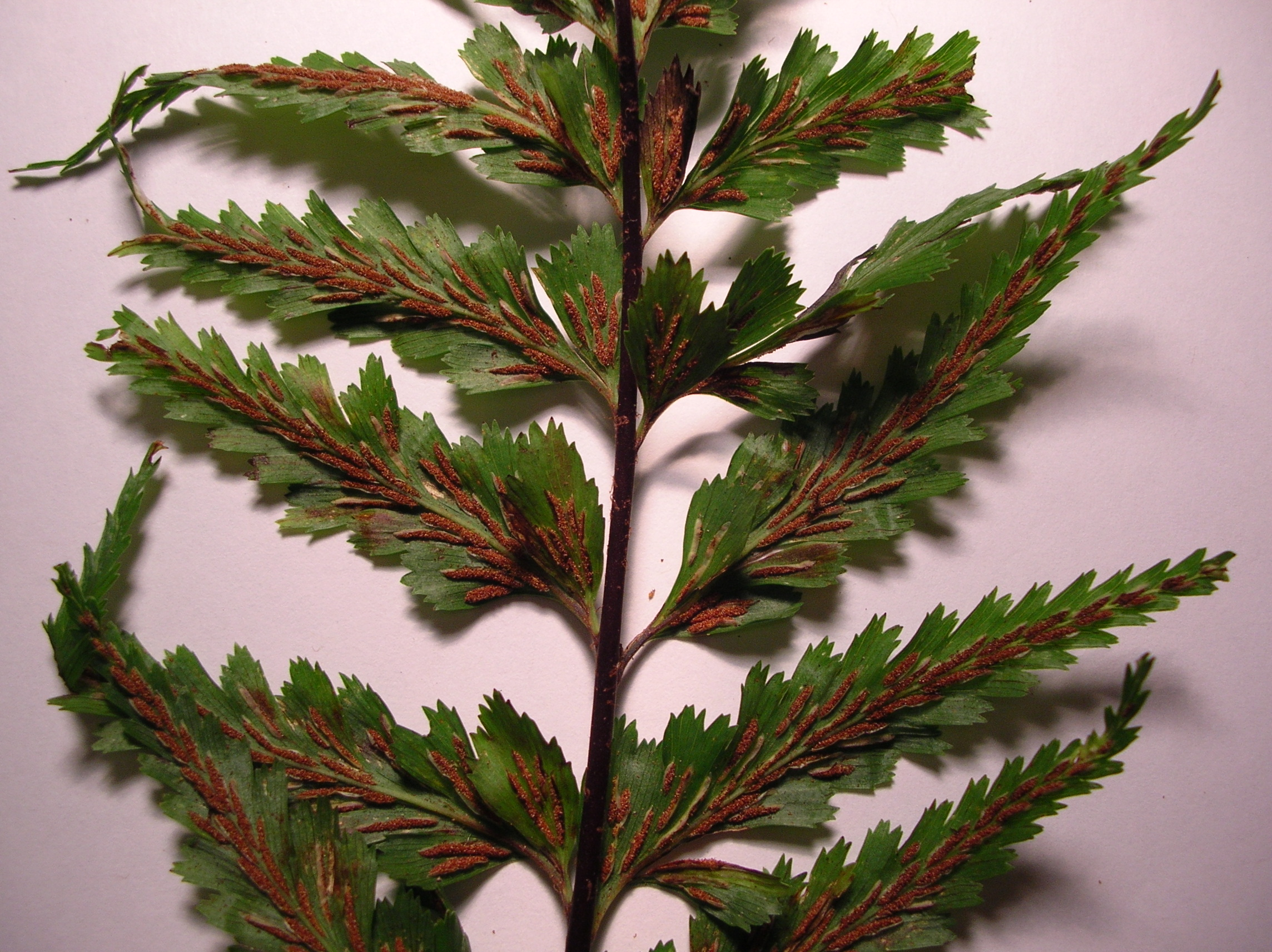